# Eagle Lake (Maine)
Eagle Lake is een meer op Mount Desert Island in de Amerikaanse staat Maine. Het heeft een oppervlakte van 2 km² en ligt op een hoogte van 150 meter. Het water van het meer komt van de Cadillac Mountain en van de Bubble Pond en stroomt naar de Frenchman Bay.
Het meer is onderdeel van Acadia National Park.

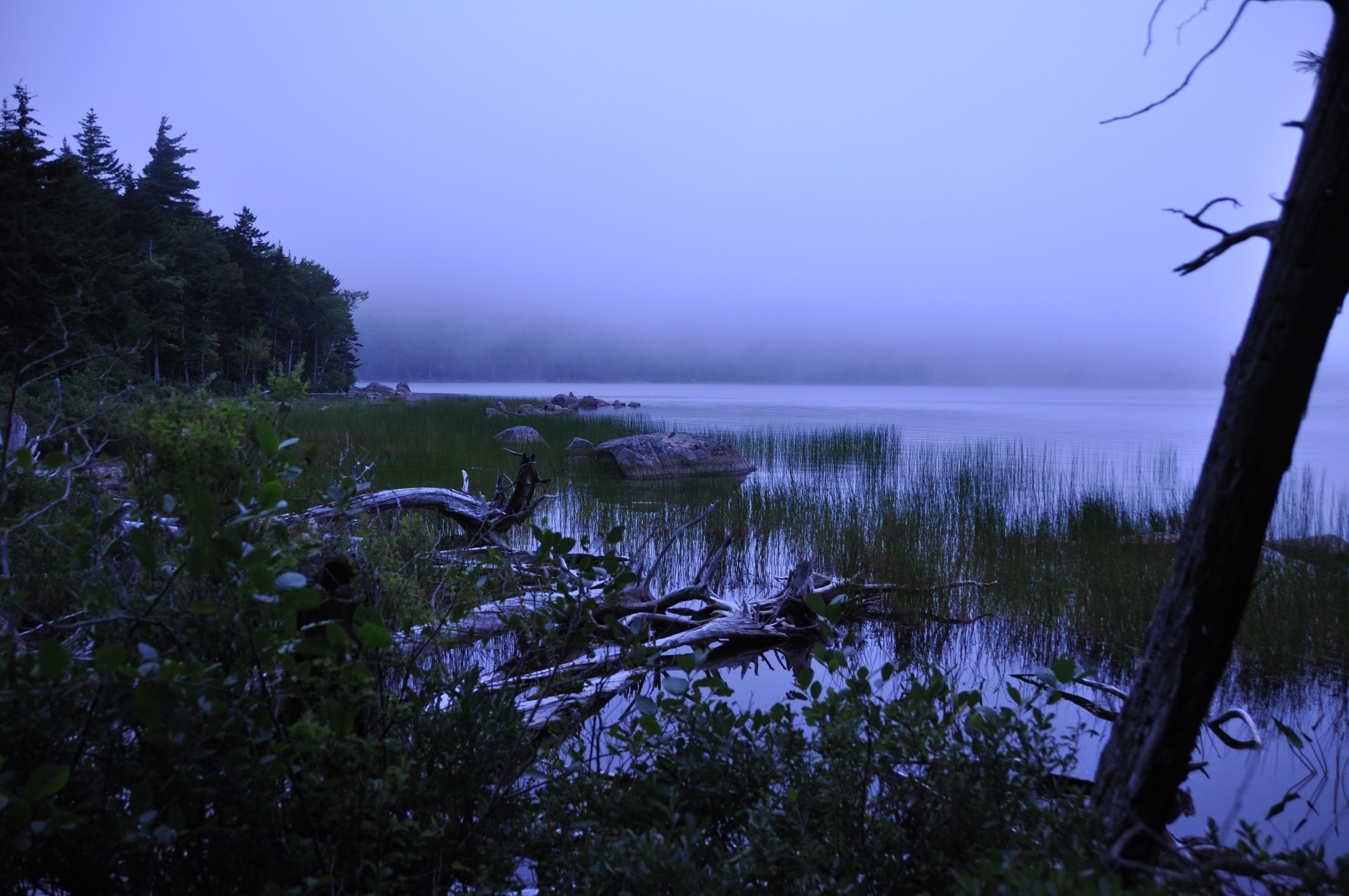
Eagle Lake